# Eupithecia dearmata
Eupithecia dearmata es una especie de polilla de la familia Geometridae. La especie fue descrita por primera vez por Karl Dietze en 1903, con distribución en Turquía. La especie sintipo fue descrita en los alrededores de Mardin.
Es una polilla pequeña con una envergadura de 14 a 15 milímetros (0,6 a 0,6 plg), con alas de color gris opaco con una gran cantidad de escamas oscuras dispersas.

## Taxonomía
La especie fue descrita originalmente dentro del género Eupithecia, aunque Dietze mencionó la posibilidad de que pertenezca al género Gymnoscelis, dentro del cual fue posteriormente transferida. Con sólo una consideración superficial de su holotipo, se pensaba que E. dearmata era pariente de la E. inconspicuata, la cual es igualmente moteada y polinizada de manera poco clara. Sin embargo, en 2013, Vladimir Mironov lo restauró a su género original, cuya ubicación ha sido seguida por autores posteriores.

## Descripción
Es una polilla muy pequeña, de color gris tierra, sin brillo y con numerosas líneas transversales mal definidas formadas por escamas oscuras. La línea más notoria es la posmediana,: Notas 1  especialmente a nivel de sus ángulos anteriores. Estas líneas no comienzan, como en E. pumilata, casi verticalmente en la costa, sino oblicuamente hacia afuera, dejando hacia la base un ángulo de aproximadamente 125°. Las alas traseras son relativamente más pequeñas que en la E. pumilata, bastante débilmente marcadas.